# Badian (Filipinas)
Badian es un municipio filipino perteneciente a la provincia de Cebú, en las Bisayas Centrales.

## Toponimia
El nombre del lugar puede encontrarse escrito con las grafías Badian y Badián.

## Geografía
Se encuentra en el suroeste de la provincia.

## Historia
Hacia comienzos del siglo XX, el lugar, ya por entonces perteneciente a la provincia de Cebú, tenía contabilizada una población de 5303 habitantes. En 2020, el municipio de Badian tenía censados 43 735 habitantes.